# Dacryodes costanensis
Dacryodes costanensis är en tvåhjärtbladig växtart som beskrevs av J.A. Steyermark. Dacryodes costanensis ingår i släktet Dacryodes och familjen Burseraceae. Inga underarter finns listade i Catalogue of Life.